# Новиков, Антон Николаевич
Анто́н Никола́евич Но́виков (7 января 1988, Копейск) — российский боксёр-профессионал, представитель первой полусредней и первой средней весовых категорий. Начинал карьеру в любительском боксе, чемпион Европы среди кадетов 2004 года. Начиная с 2006 года боксирует на профессиональном ринге, в разное время владел титулами молодёжного чемпиона WBC, чемпиона Балтии WBC, чемпиона Азии WBC, чемпиона СНГ и славянских стран WBC, был претендентом на титул чемпиона мира по версии WBA.

## Биография
Антон Новиков родился 7 января 1988 года в городе Копейске Челябинской области. Активно заниматься боксом начал с раннего детства, проходил подготовку в местной секции под руководством тренера Олега Вадимовича Монова.

### Любительская карьера
Начинал карьеру в любительском боксе. В 2004 году одержал победу на чемпионате Европы среди кадетов в Саратове.

### Профессиональная карьера
Дебютировал на профессиональном ринге в 2006 году в Санкт-Петербурге у известного советского и российского промоутера Игоря Шафера. В течение трёх лет одержал одиннадцать побед подряд, не потерпев при этом ни одного поражения. В 2009 году завоевал и затем дважды защитил титул чемпиона мира среди молодёжи в среднем весе по версии Всемирного боксёрского совета (WBC). В 2010 году выиграл вакантный пояс интерконтинентального молодёжного чемпиона WBC. В 2011 году нокаутировал австралийского боксёра Стивена Максвелла и забрал у него титул чемпиона Азии в полусреднем весе по версии WBC, а позже добавил в послужной список вакантный титул чемпиона Балтии WBC, победив единогласным решением судей грузина Давида Макарадзе.
В марте 2012 года в поединке с сербом Богданом Митичем Новиков завоевал вакантный титул чемпиона СНГ и славянских стран WBC в полусредней весовой категории — в перерыве между восьмым и девятым раундами Митич отказался от дальнейшего продолжения боя. В том же году Антон Новиков оспаривал вакантный титул серебряного чемпиона WBC, единогласным судейским решением победил представителя Швеции Карло Табагуа, однако через месяц провалил допинг-тест РУСАДА, был лишён титула и отстранён от соревнований, а бой с Табагуа признали несостоявшимся.
В 2013 году провёл ещё несколько успешных поединков, в том числе вновь завоевал титул чемпиона Балтии WBC, победив единогласным судейским решением немца Андреаса Раймера.
На момент 2014 года Новиков имел в послужном списке 30 побед без единого поражения — благодаря череде удачных выступлений он поднялся в рейтингах и удостоился права оспорить титул чемпиона мира в первом полусреднем весе по версии Всемирной боксёрской ассоциации (WBA), который на тот момент принадлежал американцу Джесси Варгасу (это была первая его защита). Бой между ними продлился все отведённые 12 раундов, в итоге все трое судей отдали победу Варгасу (счёт матча 111—118, 111—118, 111—117).
Потерпев первое в профессиональной карьере поражение, Антон Новиков продолжил выходить на ринг, хотя из-за травмы боксировал сравнительно редко. В 2015 и 2016 годах провёл по одному поединку, в обоих одержал уверенные победы.

## Статистика в профессиональном боксе
В таблице перечислены результаты всех поединков боксёров.
В каждой строке указан результат поединка. Дополнительно номер поединка обозначен цветом, который обозначает итог поединка. Расшифровка обозначений и цветов представлена в нижеследующей таблице.
| Пример | Расшифровка                     |
| ------ | ------------------------------- |
|        | Победа                          |
|        | Ничья                           |
|        | Поражение                       |
|        | Планируемый поединок            |
|        | Поединок признан несостоявшимся |
| КО     | Нокаут                          |
| ТКО    | Технический нокаут              |
| PTS    | Решение судей (по очкам)        |
| UD     | Единогласное решение судей      |
| MD     | Решение большинства судей       |
| SD     | Раздельное решение судей        |
| RTD    | Отказ от продолжения боя        |
| DQ     | Дисквалификация                 |
| NC     | Поединок признан несостоявшимся |

| 33 | 9 мая 2016       | Баксром Паязов (23-4-0)          | Маркштадт, Челябинск, Россия            | TKO4 (8)  |                                              |
| 32 | 2 декабря 2015   | Лазизбек Узоков (3-9-2)          | Маркштадт, Челябинск, Россия            | UD6 (6)   | Узоков был в нокдауне во 2 и 4 раундах.      |
| 31 | 2 августа 2014   | Джесси Варгас (24-0-0)           | Chelsea Ballroom, Лас-Вегас, США        | UD12 (12) | Бой за титул чемпиона мира WBA.              |
| 30 | 17 мая 2014      | Франсиско Хавьер Кастро (27-6-0) | Selland Arena, Фресно, США              | UD10 (10) |                                              |
| 29 | 14 декабря 2013  | Мануэль Перес (20-9-1)           | CRLM, Кагуас, Пуэрто-Рико               | UD10 (10) |                                              |
| 28 | 24 августа 2013  | Роберт Франкел (32-13-1)         | Civic Auditorium, Глендейл, США         | UD10 (10) |                                              |
| 27 | 13 апреля 2013   | Андреас Раймер (9-10-2)          | Энергия, Нарва, Эстония                 | UD10 (10) | Бой за вакантный титул WBC Baltic.           |
| 26 | 24 ноября 2012   | Карло Табагуа (18-3-0)           | Юность, Челябинск, Россия               | NC12 (12) | Новиков победил UD, но провалил допинг-тест. |
| 25 | 25 мая 2012      | Пол Мпендо (7-9-4)               | WCM, Вудленд-Хиллз, США                 | UD6 (6)   | Мпендо был в нокдауне в пятом раунде.        |
| 24 | 8 апреля 2012    | Урмат Рискельдиев (6-2-0)        | Знамя, Ногинск, Россия                  | TKO3 (6)  |                                              |
| 23 | 3 марта 2012     | Богдан Митич (17-2-0)            | Трактор, Челябинск, Россия              | RTD8 (12) | Бой за вакантный титул WBC CISBB.            |
| 22 | 16 сентября 2011 | Давид Макарадзе (17-6-0)         | Hala Torwar, Варшава, Польша            | UD10 (10) | Бой за вакантный титул WBC Baltic.           |
| 21 | 26 марта 2011    | Сомчай Накбали (12-10-1)         | Знамя, Ногинск, Россия                  | TKO4 (6)  | Накбали был в нокдауне в третьем раунде.     |
| 20 | 23 февраля 2011  | Стивен Максвелл (9-4-0)          | Трактор, Челябинск, Россия              | KO7 (12)  | Бой за титул WBC Asian.                      |
| 19 | 28 января 2011   | Дашон Джонсон (11-3-3)           | UIC Pavilion, Чикаго, США               | UD8 (8)   | Новиков лишён 2 очков за удержание.          |
| 18 | 24 октября 2010  | Ишмаэль Теттех (21-5-2)          | Манеж, Владикавказ, Россия              | UD10 (10) | Бой за титул WBC Youth Intercontinental.     |
| 17 | 17 сентября 2010 | Лусиано Перес (17-10-1)          | UIC Pavilion, Чикаго, США               | UD8 (8)   |                                              |
| 16 | 24 апреля 2010   | Эдуард Романчук (3-3-0)          | ДС им. И. Ярыгина, Красноярск, Россия   | UD8 (8)   | Романчук был в нокдауне в первом раунде.     |
| 15 | 13 февраля 2010  | Карама Нийлавила (11-6-1)        | Знамя, Ногинск, Россия                  | UD10 (10) | 2-я защита титула WBC Youth.                 |
| 14 | 24 октября 2009  | Айбек Джинбеков (9-4-0)          | Манеж, Владикавказ, Россия              | TKO6 (8)  |                                              |
| 13 | 21 июня 2009     | Мада Мауго (8-2-0)               | Красная площадь, Москва, Россия         | UD10 (10) | 1-я защита титула WBC Youth.                 |
| 12 | 28 февраля 2009  | Айзек Торджро Селом (9-2-1)      | Знамя, Ногинск, Россия                  | UD10 (10) | Бой за вакантный титул WBC Youth.            |
| 11 | 13 декабря 2008  | Джон Хоффман (11-21-0)           | Юность, Челябинск, Россия               | KO2 (8)   |                                              |
| 10 | 29 июля 2008     | Сафо Бобораджабов (0-8-0)        | Урал, Челябинск, Россия                 | UD8 (8)   |                                              |
| 9  | 13 мая 2008      | Александр Шнип (19-19-0)         | Копейск, Россия                         | KO3 (8)   |                                              |
| 8  | 23 марта 2008    | Сергей Старков (16-44-2)         | Маркштадт, Челябинск, Россия            | UD6 (6)   |                                              |
| 7  | 20 декабря 2007  | Сергей Бычков (0-2-0)            | Фаворит, Выборг, Россия                 | TKO4 (6)  |                                              |
| 6  | 21 июня 2007     | Абдуманон Курбонов (0-3-0)       | Выборгский замок, Выборг, Россия        | TKO2 (6)  |                                              |
| 5  | 21 апреля 2007   | Сергей Володин (0-1-0)           | Urheilutalo, Лахти, Финляндия           | UD6 (6)   |                                              |
| 4  | 23 февраля 2007  | Александр Жук (5-9-0)            | Энергия, Нарва, Эстония                 | UD4 (4)   |                                              |
| 3  | 17 ноября 2006   | Александр Салтыков (0-4-0)       | Зимний стадион, Санкт-Петербург, Россия | UD4 (4)   |                                              |
| 2  | 8 октября 2006   | Леонти Воронцук (21-27-1)        | Дворец культуры, Выборг, Россия         | TKO3 (4)  |                                              |
| 1  | 21 июля 2006     | Андрей Тылилюк (1-17-1)          | Выборгский замок, Выборг, Россия        | UD4 (4)   | Профессиональный дебют Новикова.             |